# Chrysocraspeda cruoraria
Chrysocraspeda cruoraria är en fjärilsart som beskrevs av W. Warren 1897. Chrysocraspeda cruoraria ingår i släktet Chrysocraspeda och familjen mätare. Inga underarter finns listade i Catalogue of Life.